# Saint-Aubin-des-Ormeaux
Saint-Aubin-des-Ormeaux település Franciaországban, Vendée megyében. Lakosainak száma 1382 fő (2022. január 1.). Saint-Aubin-des-Ormeaux Mortagne-sur-Sèvre, Saint-Martin-des-Tilleuls, Tiffauges, Chanverrie és Sèvremoine községekkel határos.

## Népesség
A település népessége az elmúlt években az alábbi módon változott:
| Lakosok száma | 1314 | 1346 | 1359 | 1335 | 1330 | 1344 | 1369 | 1371 | 1382 |
|               | 2013 | 2015 | 2016 | 2017 | 2018 | 2019 | 2020 | 2021 | 2022 |